# شورش خاندان میئورا
شورش خاندان میئورا (به ژاپنی: 三浦氏の乱) یا نبرد هوجی (به ژاپنی: 宝治合戦)، نبردی در اواسط دوره کاماکورا در تاریخ ژاپن بود. یک درگیری مسلحانه در کاماکورا در ۵ ژوئن ۱۲۴۷ به دلیل درگیری بین خاندان شیکن خاندان هوجو و خاندان قدرتمند خاندان میئورا به رهبری میئورا یاسومورا آغاز شد و خاندان میئورا و حزب حاکم آن توسط خاندان هوجو و خاندان آداچی از بستگان مادری آنها نابود شدند.